# Dubí (Radyňská pahorkatina)
Dubí je vrch, který se nachází v západní části města Blovice a měří 507 metrů. Na východní patě vrchu se nachází železniční nádraží Blovice a dnes již nefungující cihelna s vlečkou, která těžila z místního kopce pomocí dvou kolečkových rýpadel a úzkorozchodné železnice jíl pro pálení cihel.